# Michael Tumi
Michael Tumi (Padova, 12. veljače 1990.) talijanski je atletski sprinter, natjecatelj u utrkama na 60 i 100 metara. 

## Športska karijera
Prva dva odličja u karijeri osvojio je na Europskom prvenstvu do 23 godine 2011. u češkoj Ostravi; u utrci na 100 metara osvojio je srebro istrčavši osobni rekord (10,19 s), a u štafeti 4×100 m zlato. U utrkama na 60 i 100 metara bio je četverostruki talijanski prvak. Državni prvak na 100 metara bio je jednom 2011., a na 60 metara triput od 2011. do 2013.
Nakon odlične 2011. godine, zapažene uspjehe ostvario je i u 2013. godini. Te godine je, na Europskom dvoranskom prvenstvu u švedskom Göteborgu osvojio brončano odličje, a 17. veljače, na Talijanskom dvoranskom prvenstvu u Anconi srušio 23-godišnji rekord talijanskog sprintera 
Pierfrancesca Pavonija u utrci na 60 metara.
Na Mediteranakim igrama 2013. u Mersinu osvojio je brončano odličje u utrci na 100 m te zlatno u štafeti 4×100 metara.